# Прва лига Црне Горе у кошарци
Прва А лига Црне Горе је највиши ранг кошаркашких такмичења у Црној Гори. Настала је 2006. године, након распада заједничке државе Србије и Црне Горе. Лига броји 12 клубова.

## Систем такмичења
- Прва фаза броји 10 клубова и у њој учествују све екипе изузев представника Црне Горе у првом рангу регионалној Јадранској лиги. Игра се 18 кола по двокружном бод систему.
- Четири најбоље пласиране екипе из првог дела обезбеђују пласман у Суперлигу (броји 6 клубова), а тамо им се прикључују и представници Црне Горе у првом рангу Јадранске лиге. Игра се 10 кола по двокружном бод систему.
- Четири најбоље пласиране екипе Суперлиге учествују у Плеј-офу. Победник финала Плеј-офа осваја титулу првака Црне Горе.
- Пет лошије пласираних екипа из прве фазе учествује у Survival лиги (броји 6 клубова). Њима се прикључује другопласирана екипа из Прве Б лиге. Игра се 10 кола по двокружном бод систему, а две најлошије пласиране екипе следеће сезоне селе се у нижи ранг. Победник Прве Б лиге директно прелази у виши ранг.

## Клубови у сезони 2022/23.
- Будућност, Подгорица (прикључује се у Суперлиги)
- Даниловград, Даниловград
- Дечић, Тузи
- Јединство 1950, Бијело Поље
- Ловћен 1947, Цетиње
- Миленијум, Подгорица
- Морнар, Бар (прикључује се у Суперлиги)
- Подгорица, Подгорица
- Приморје 1945, Херцег Нови
- Сутјеска, Никшић
- СЦ Дерби, Подгорица
- Теодо, Тиват

## Досадашња финала
| Сезона   | Првак                                                                    | Рез. финала                                                              | Вицепрвак                                                                |                                                                          |
| 2006/07. | Будућност (1)                                                            | 3 : 0                                                                    | Ловћен                                                                   |                                                                          |
| 2007/08. | Будућност (2)                                                            | 3 : 0                                                                    | Могрен                                                                   |                                                                          |
| 2008/09. | Будућност (3)                                                            | 3 : 0                                                                    | Приморје                                                                 |                                                                          |
| 2009/10. | Будућност (4)                                                            | 3 : 0                                                                    | Ловћен                                                                   |                                                                          |
| 2010/11. | Будућност (5)                                                            | 3 : 0                                                                    | Морнар Бар                                                               |                                                                          |
| 2011/12. | Будућност (6)                                                            | 3 : 0                                                                    | Сутјеска                                                                 |                                                                          |
| 2012/13. | Будућност (7)                                                            | 3 : 0                                                                    | Сутјеска                                                                 |                                                                          |
| 2013/14. | Будућност (8)                                                            | 3 : 0                                                                    | Зета 2011                                                                |                                                                          |
| 2014/15. | Будућност (9)                                                            | 3 : 1                                                                    | Сутјеска                                                                 |                                                                          |
| 2015/16. | Будућност (10)                                                           | 3 : 1                                                                    | Морнар Бар                                                               |                                                                          |
| 2016/17. | Будућност (11)                                                           | 3 : 2                                                                    | Морнар Бар                                                               |                                                                          |
| 2017/18. | Морнар Бар (1)                                                           | 3 : 1                                                                    | Будућност                                                                |                                                                          |
| 2018/19. | Будућност (12)                                                           | 3 : 2                                                                    | Морнар Бар                                                               |                                                                          |
| 2019/20. | Такмичење је обустављено због пандемије ковида 19. Првак није проглашен. | Такмичење је обустављено због пандемије ковида 19. Првак није проглашен. | Такмичење је обустављено због пандемије ковида 19. Првак није проглашен. | Такмичење је обустављено због пандемије ковида 19. Првак није проглашен. |
| 2020/21. | Будућност (13)                                                           | 3 : 0                                                                    | Морнар Бар                                                               |                                                                          |
| 2021/22. | Будућност (14)                                                           | 3 : 2                                                                    | Морнар Бар                                                               |                                                                          |
| 2022/23. | Будућност (15)                                                           | 3 : 0                                                                    | Студентски центар                                                        |                                                                          |
| 2023/24. | Будућност (16)                                                           | 3 : 1                                                                    | Студентски центар                                                        |                                                                          |

### Успешност клубова
| Клуб              | Првак                                                                                               | Вицепрвак                              |
| ----------------- | --------------------------------------------------------------------------------------------------- | -------------------------------------- |
| Будућност         | 16 (2007, 2008, 2009, 2010, 2011, 2012, 2013, 2014, 2015, 2016, 2017, 2019, 2021, 2022, 2023, 2024) | 1 (2018)                               |
| Морнар Бар        | 1 (2018)                                                                                            | 6 (2011, 2016, 2017, 2019, 2021, 2022) |
| Сутјеска          | —                                                                                                   | 3 (2012, 2013, 2015)                   |
| Ловћен            | —                                                                                                   | 2 (2007, 2010)                         |
| Могрен            | —                                                                                                   | 1 (2008)                               |
| Приморје          | —                                                                                                   | 1 (2010)                               |
| Зета 2011         | —                                                                                                   | 1 (2014)                               |
| Студентски центар | —                                                                                                   | 2 (2023, 2024)                         |